# 雷蒙·科帕
雷蒙·科帕（Raymond Kopa，原名Raymond Kopaszewski，1931年10月3日—2017年3月3日），是一名法國足球員，1950年代著名球星之一。
科帕先世乃波蘭人，早年出道於法國球會蘭斯（Stade de Reims）。在蘭斯期間他為球會贏得兩屆法國聯賽冠軍（1953、1955），並在1956年帶領球會殺入歐洲聯賽冠軍杯決賽。當時蘭斯以3-4敗給皇家馬德里，只能獲得一個亞軍，但雷蒙高帕卻受到皇馬的垂青。翌季雷蒙高帕轉投皇家馬德里，在皇馬期間曾三度成為三屆歐冠杯冠軍成員。
1958年世界杯在瑞典舉行，雷蒙高帕與當屆神射手方亭（Just Fortaine）帶領法國隊殺入四強，可惜準決賽以2-5不敵巴西。當屆他與方亭合作無間，為方亭贏得該屆神射手榮譽，以13球成為空前紀錄。而當屆雷蒙高帕雖然表現不及方亭搶眼，但也有三個入球。
高帕在職業生涯晚期都在母會蘭斯度過，雖然年齡漸長，他仍為球會贏得1960年和1962年法國聯賽冠軍。綜括他在法甲生涯，他總共上陣了346場法甲比賽，射入75球。在國家隊他則取得了45場國際賽代表次數，共射入18球，代表國家隊則達十年之久。其中1958年世界杯季軍乃繼為皇馬三贏歐冠杯後，雷蒙高帕職業生涯最成功的榮譽。該年雷蒙高帕獲選為該年度的歐洲足球先生榮譽。
雷蒙高帕被球王比利選為FIFA 100成員之一，該名單中法國球員多達14人，僅次於巴西。

## 榮譽
- 歐洲冠軍球會盃冠軍：1957年，1958年，1959年（皇家馬德里）
- 歐洲冠軍球會盃亞軍：1956年（蘭斯）
- 拉丁盃冠軍：1953年（蘭斯），1957年（皇家馬德里）
- 法國甲組足球聯賽冠軍：1953年，1955年，1960年，1962年（蘭斯）
- 西班牙甲組足球聯賽冠軍：1957年，1958年（皇家馬德里）